# Ashkum
Ashkum est un village situé dans le comté d'Iroquois, dans l’État de l’Illinois, aux États-Unis. Sa population s’élevait à 761 habitants lors du recensement de 2010, estimée à 727 habitants en 2016.

## Histoire
La localité a été nommée en hommage à un chef du peuple amérindien des Potéouatamis.

## Source
- (en) Cet article est partiellement ou en totalité issu de l’article de Wikipédia en anglais intitulé « Ashkum, Illinois » (voir la liste des auteurs).